# Ford-Barrel-Nose-Truck
Вантажівки Ford-Barrel-Nose-Truck були вантажівками Ford, виготовленими по всьому світу, і зазвичай називалися Ford 77-81. Модель також пропонувалася у версія пікап і фургон.